# Бі Шен
Бі Шен (*972 — †1051) — китайський винахідник набірного (рухомого) шрифту, який він почав використовувати приблизно у 1040-х роках.

## Життєпис
Інформація про його життя незначна і виходить головним чином з «Менсі бі тань» («Записки з Менсі») Шень Куо. Згідно з цим текстом, Бі Шен був ковалем. Народився на території сучасної провінції Хубей. Жив за часів династії Північна Сун.
Він знайшов повне рішення головних поліграфічних проблем: виготовлення, компонування і розкомпонування літер багаторазового вжитку. Рухливий тип друку був більш економічний та зручний, ніж друк гравюри. Друкарський верстат Бі Шена являв собою великий залізний ящик, для витискання ієрогліфів використовувався шар воску із соснових смол.
Однак запропонований ним спосіб друкарства мав недоліки, пов'язані з неміцністю глиняних літер, які до того ж були малопридатні для відтворення всіх нюансів китайської каліграфії.